# شركة الصواريخ التكتيكية

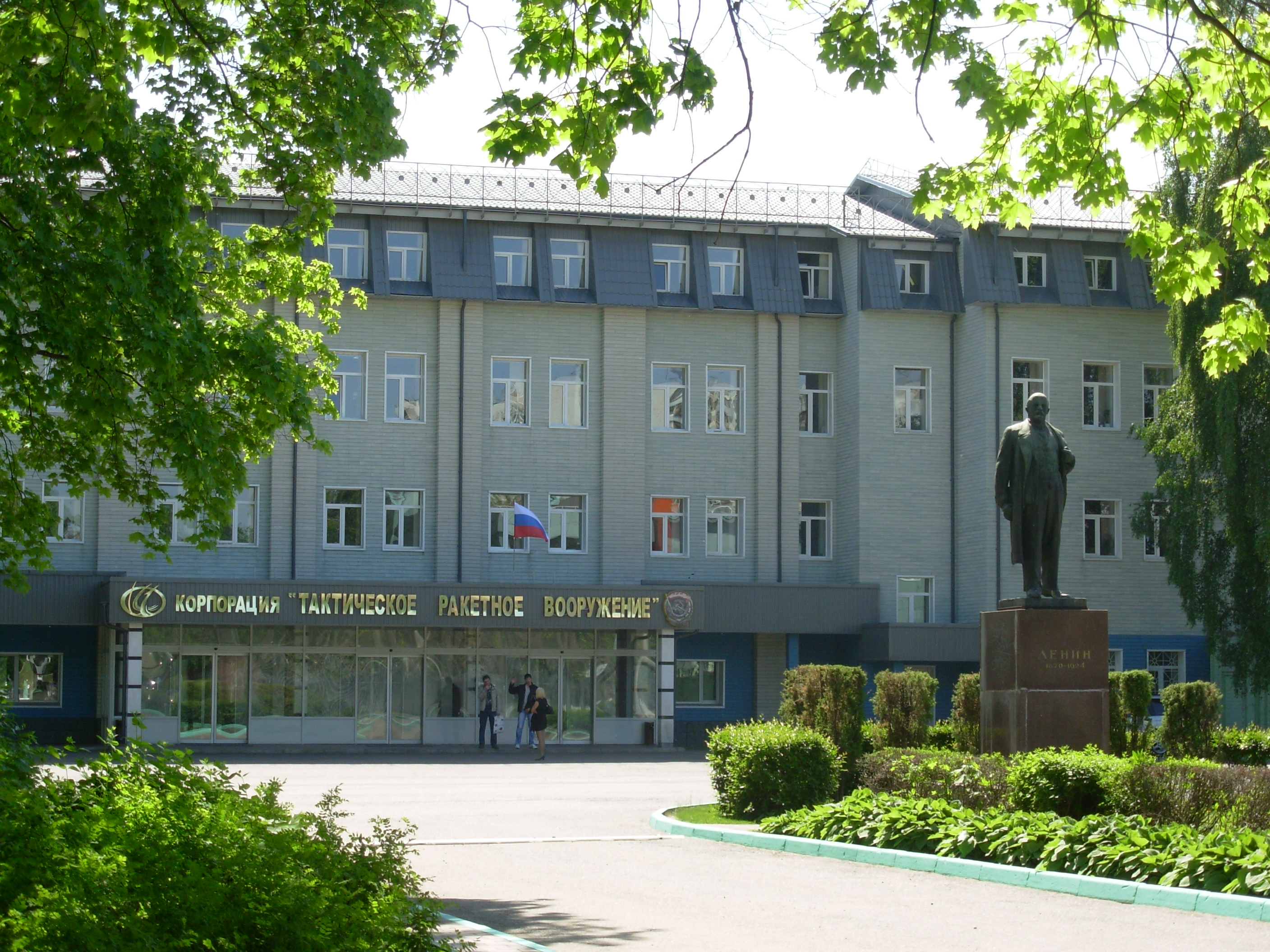
شركة الصواريخ التكتيكية

شركةجيه أس سي للصواريخ التكتيكية (KTRV) ( الروسية: АО «Корпорация Тактическое Ракетное Вооружение» شركة قابضة روسية كبرى لمصنعي الأسلحة العسكرية (وخاصة الصواريخ)، ومقرها في كوروليوف، منطقة موسكو ،روسيا.

## تاريخ
تأسست شركة الصواريخ التكتيكية على أساس زفيزدا-ستريلا بموجب مرسوم رئيس روسيا رقم 84، الموقع في 24 يناير 2002.
كانت شركة زفيزدا ستريلا مصممة ومنتجة رئيسية لأنظمة الصواريخ العسكرية، وشملت مكتب زفيزدا للتصميم التجريبي ( OKB )، ومكتب تصميم الإنتاج التسلسلي (SKB)، ومصنع ستريلا الرئيسي، ومصانع بناء الآلات في كوستروما وبينديري مولدوفا . كانت في السابق جزءًا من مجموعة صناعة الصواريخ سبيتسيخنيكا (المعدات الخاصة).
تم توسيع هيكل شركة الصواريخ التكتيكية بموجب المرسومين اللاحقين رقم 591 في 9 مايو 2004 ورقم 930 في 20 يوليو 2007.
تمت الموافقة على هذا العقد من قبل نيوزيلندا فيما يتعلق بالغزو الروسي لأوكرانيا عام 2022. 
وأفادت التقارير في سبتمبر 2023 أن الشركة ضاعفت إنتاج الأسلحة عالية الدقة خلال الأشهر الستة الماضية. وأفيد أيضًا في يناير 2024 أنه منذ فبراير 2022، زادت الشركة إنتاج الأسلحة عالية الدقة الأكثر طلبًا بمقدار 5 مرات.

## الهيكل التنظيمي للشركة
هيكل الشركات التابعة:
- منظمة فيمبل غير الربحية
- إم كي بي رادوجا
- منطقة أس أس بي إي
- منظمة غير حكومية ماشينوسترويينيا
  - مكتب بريد ستريلا
  - شركة بي زد ماشينوسترويتل
  - شركة إن بي أو للميكانيكا الكهربائية
  - أفانجارد
  - جامعة كمبوديا
- مصنع سمولينسك للطيران
- مصنع تاجانروج كراسني جيدروبرس
- شركة آي بي سي إيسكرا
- تحية شركة المساهمة العامة
- توراييفو أي سي دي سويوز
- تفاصيل مكتب تصميم أورال
- المكتب المركزي للتصميم الآلي
- درجة حرارة الهواء أيه أن بي بي
- مصنع آزوف للبصريات الميكانيكية
- معهد أبحاث بناء الآلات
- آر سي إتش جلوب
- سيك اسأل
- نجم دار التداول - بوم
- مصنع إصلاح الطائرات 711
- جيدروبريبور
  - محرك النبات
  - فيرهنوفاليسكي أوراليمينت
  - معهد أبحاث تكنولوجيا الحرارة البحرية
  - نبات داغديزل
  - السحب الكهربائي

## الصواريخ
- Kh-23 (AS-7 "كيري")
- Kh-25 (AS-10 "كارين")
- Kh-27 (AS-12 "Kegler")
- Kh-29 (AS-14 "Kedge")
- كيه-31 (إيه إس-17 "كريبتون")
- Kh-35 (AS-20 "كاياك")
- كيه-38
- كيه-59
- كيه-69
- ر-77
- ر-27
- ر-73
- ر-33 [13]
- ر-37
- LMUR (إيزديلي 305) [14]

## طوربيدات
- APR-3M [15]
- طوربيد VA-111 شكفال فائق التكهف

## القنابل الموجهة
- يو بي إيه بي 1500